# Sint-Pancratiuskerk (Dalhem)

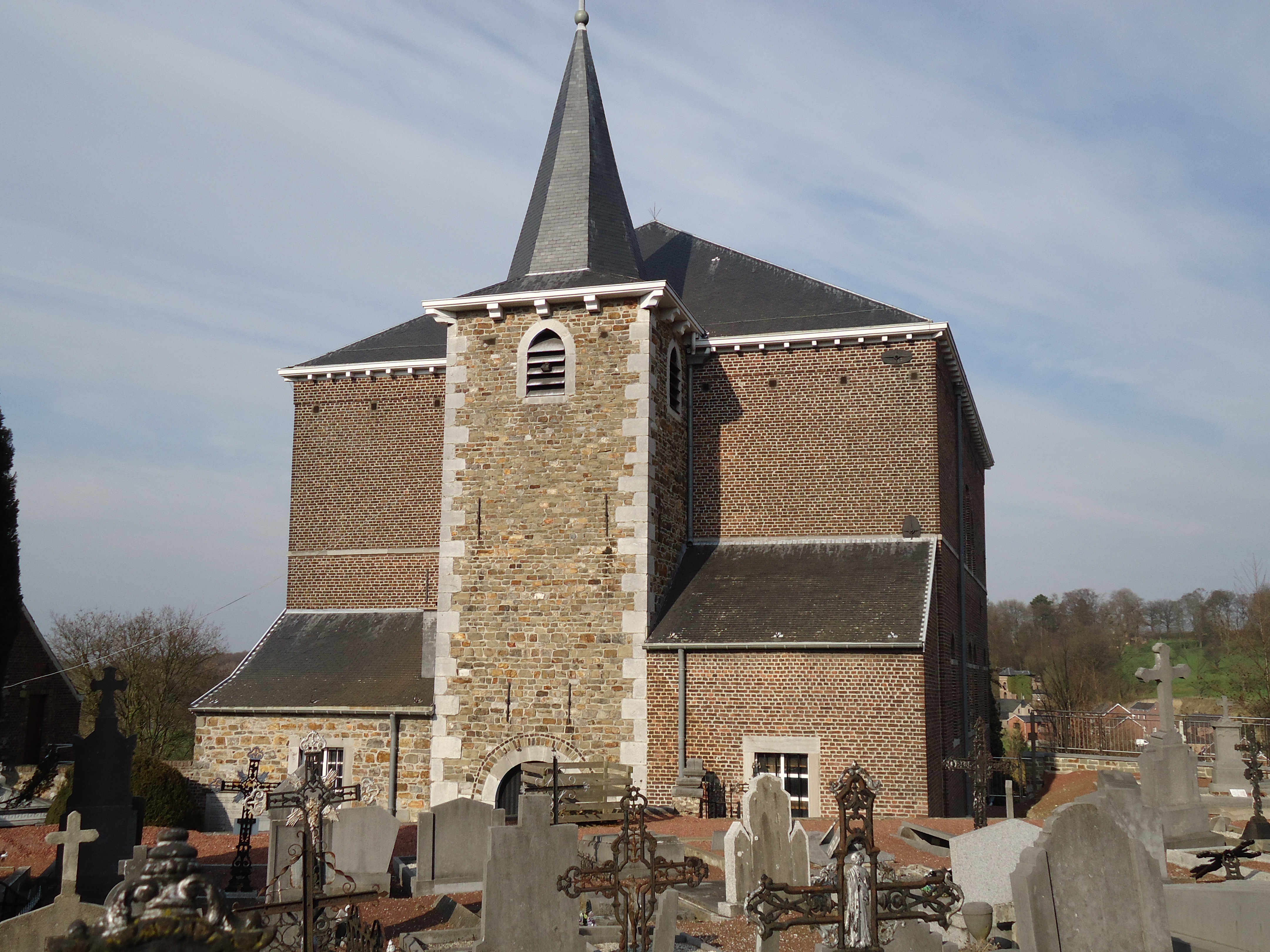
Sint-Pancratiuskerk

De Sint-Pancratiuskerk (Église Saint-Pancrace) is de parochiekerk van de Belgische plaats Dalhem

## Geschiedenis
Vanouds had Dalhem een kapel, die oorspronkelijk een slotkapel was en bediend werd van uit de parochie van Wezet. In 1595 werd een parochie gesticht, maar het duurde tot 1618 voordat deze daadwerkelijk tot stand kwam en deze aan Sint-Pancratius werd gewijd.
De huidige kerk bestaat uit een westtoren van 1714, in natuursteenblokken uitgevoerd. Daar tegen aangebouwd een hoog bakstenen schip, dat in 1829-1830 herbouwd is naar ontwerp van Jean-Noël Chevron. Het is een driebeukige hallenkerk met een smaller koor, dat afgesloten wordt met een halfronde apsis.

## Interieur
Er is een Mariabeeld van omstreeks 1530; een 16e-eeuws doopvont met vier maskers; een beeld en reliëf van de gestorven Christus, door Jean Del Cour (1705); twee kruisbeelden (2e helft 16e eeuw resp. 1695); houten beelden van Sint-Pancratius en Sint-Rochus (eind 17e eeuw); gebrandschilderde ramen (omstreeks 1900).